# Šubić

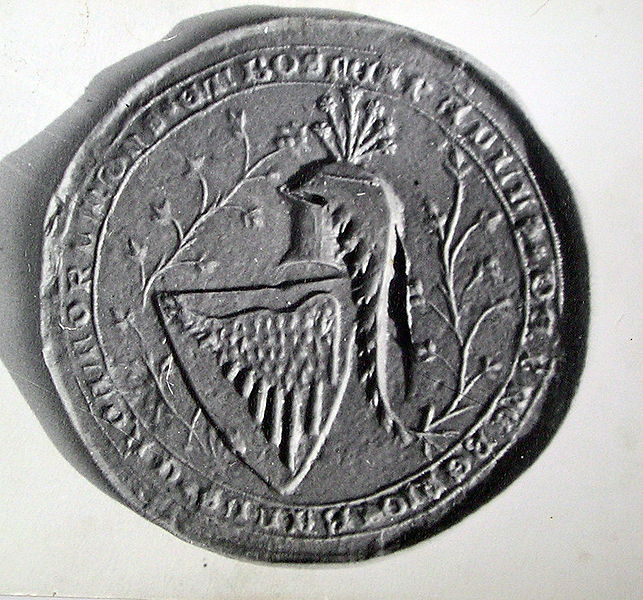
Sceau de Paul Ier Šubić

La famille Šubić de Bribir (croate: Šubić Bribirski) est une famille noble originaire de Croatie qui connait son apogée au début du XIVe siècle. Elle joua un rôle influent dans l'histoire du royaume de Hongrie et de Croatie. Elle s'éteint en ligne principale en 1456 mais une branche secondaire, nommée Zrinski, joua également un rôle majeur dans la Hongrie des XVIe et XVIIe siècles.

## Histoire
Selon la tradition légendaire Croate, les Šubić sont issus d’une des plus anciennes familles de cette nation et son origine remonterait à l’époque de l’occupation de la Dalmatie par les Croates au VIIe siècle.
Toutefois le premier membre historique de cette lignée semble être Budec (fl. 1066-1070), župan de Bribir qui fut postelnic du roi Petar Krešimir IV de Croatie. La famille prend de l'importance avec Stjepko (II) Šubić (mort en 1274) comte de Trogir qui avec ses fils établit la puissance de la famille au début du XIIIe siècle à partir de la possession de Bribir dans la région de Skradin dans le sud de la Croatie.
Le plus actif de ses fils Paul I Šubić de Bribir met à profit l’effacement de la monarchie des Arpad à la fin du siècle pour imposer son hégémonie sur les villes de Dalmatie la Slavonie qu’il gouvernera avec le titre de Ban pendant 40 ans et la Bosnie d’où il évincera provisoirement les Kotromanić .
Après le rétablissement de la puissance royale en Hongrie par l’énergique prince de la maison capétienne d'Anjou-Sicile Charles Robert de Hongrie et l’emprisonnement jusqu’à sa mort de Mladen II Šubić sa famille perd progressivement son pouvoir en Bosnie dès 1318/1320 au profit des rivaux Kotromanić puis sur la Croatie.
Une des nièces de Mladen II Šubić ; Jelena Šubić sera l’épouse de Vladislav Kotromanić tandis que l'un de ses neveux Georges ou Juraj III Šubić sera à l’origine de la famille des Zrinski

## Principaux membres de la famille Šubić
- Stjepko (II) Šubić Comte de Trogir
  - Paul I Šubić de Bribir (1245-1312) Comte de Bribir, Ban de Croatie and Seigneur de toute la Bosnie
    - Mladen II Šubić de Bribir (1270-1341) – Comte de Bribir, Ban de Croatie, Ban de Bosnie
    - George II Šubić de Bribir (1275-1330) Comte de Bribir et Split, règne à partir de Klis
      - Paul III Šubić de Bribir (?-1356) épouse Catherine Dandolo de Venise
      - Mladen III Šubić de Bribir (1315-1348), règne à partir de Klis, épouse Jelena Nemanjić, une fille de Stefan Uroš III Dečanski.
        - Mladen IV Šubić de Bribir
        - Catherine Šubić (? -1358) épouse en 1326 Boleslas III le Prodigue duc de Legnica et de Brzeg.

      - Jelena Šubić (1306-1378) épouse Vladislav Kotromanić Souverain de Bosnie

    - Paul II Šubić of Bribir (?-1346) Comte de Trogir et Ostrovica, épouse Elisabeth Frankopan.
      - Georges ou Juraj III Šubić de Bribir (i.e: Juraj Ier Zrinski) mort en 1362.

    - Grégoire Ier Šubić de Bribir comte de Šibenik

  - Georges Ier Šubić de Bribir (mort en 1302) Comte de Trogir, Šibenik, Omiš et Nin, règne à partir de Klis.
  - Mladen Ier Šubić de Bribir (?-1304) Comte de Split, Ban de Bosnie (Dominus de Bosnia), règne à partir de Klis après la mort de Georges Ier

## Sources
- (en) John V.A Fine, Jr, The late Medieval Balkans, University of Michigan Press, 1994 (ISBN 0472082604), p. 208-216.